# Muralla de Salamanca

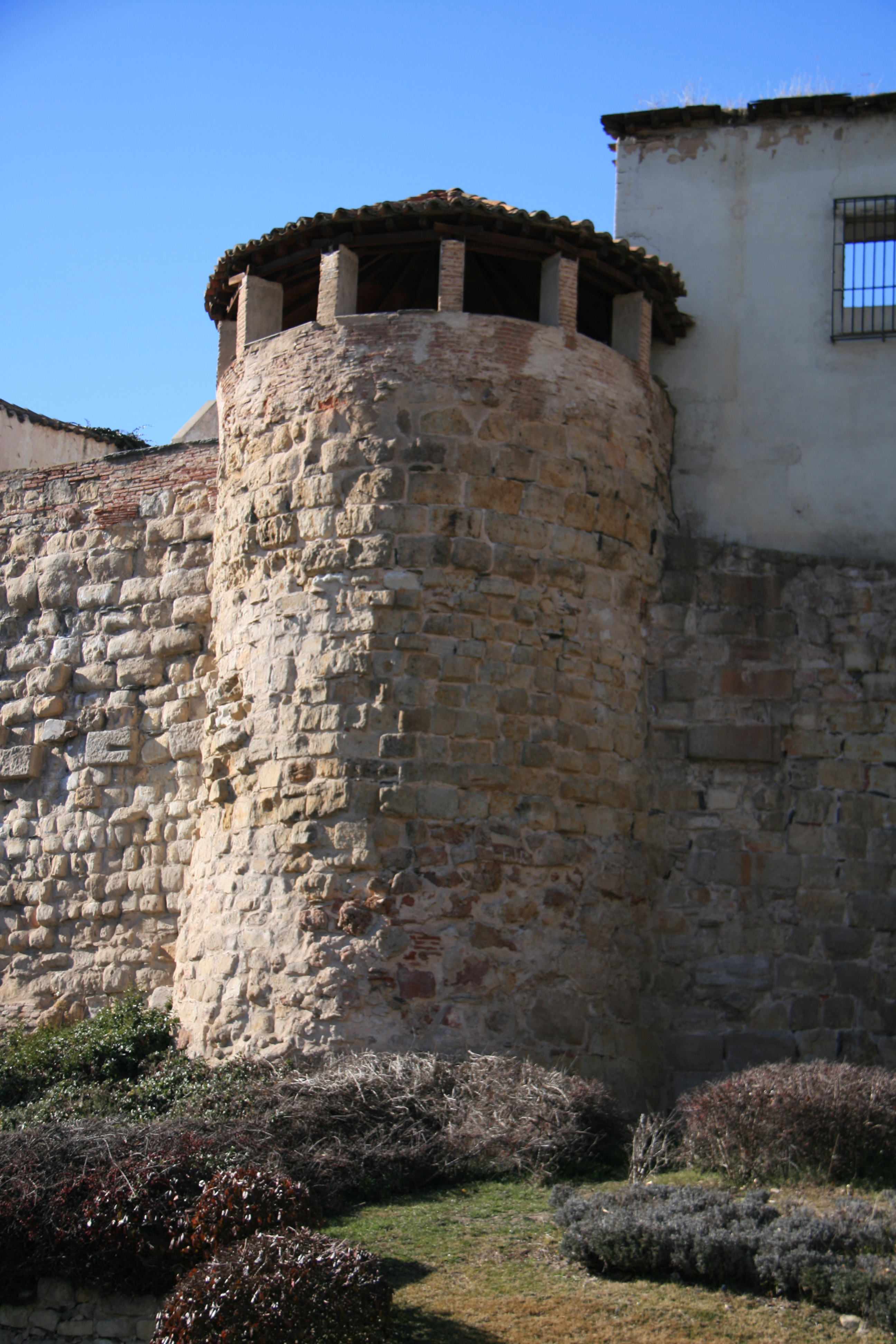
Torreón.

Las murallas de Salamanca son un conjunto defensivo de paramentos que defendieron antiguamente la ciudad. La ciudad estuvo fortificada a lo largo de la historia en diversas ocasiones. En la actualidad existen muestras visibles de la muralla cercanos al huerto de Calixto y Melibea junto al río Tormes. Las murallas conforman dos recintos amurallados en la ciudad, el primero y más antiguo que posee su centro en la plaza de Azogue Viejo ubicada en las cercanías de la Catedral. El segundo que data del siglo XII que posee su centro en la Plaza Mayor. La vieja muralla se denominó cerca vieja. Las murallas han desaparecido progresivamente a lo largo del siglo XIX. En la actualidad existen muestras de la muralla en la parte de la ciudad que da al río.

## Historia
La murallas de Salamanca han conferido a la ciudad antigua de intramuros una forma redondeada. Los dos recintos han tenido centros diferentes. El primer recinto amurallado tenía como centro aproximadamente la Catedral Vieja, mientras que el segundo correspondía al Consistorio. La muralla ha ido desapareciendo desde finales del siglo XIX a medida que se ha producido el ensanche de la ciudad.

### La Cerca Vieja
La antigüedad documentada de las murallas salmantinas se remonta a tiempos de Plutarco que menciona que la ciudad estuvo fortificada cuando fue conquistada en el siglo III a. C. por el general cartaginés Aníbal, siendo durante el periodo de conquista romana cuando se fortifica con murallas con piedra. La ciudad queda sin realizar nuevas obras en su muralla hasta el siglo XII en el que Alfonso VII de León ordena a los habitantes de la ciudad su nueva construcción, ampliando el área de la ciudad y absorbiendo las zonas del viejo arrabal.  Este nuevo recinto se denominó en tiempos Ciudad Nueva con el objeto de poder distinguirla de la vieja que estaba detrás de la cerca o primitiva muralla: Cerca Vieja. Esta cerca poseía cinco puertas de acceso a la ciudad:
- La del Río, denominada también como la de Hércules o de Aníbal siendo los tres nombres por los que se conoce en la época del siglo XIII.
- El postigo ciego que va a dar al puente viejo y que poseía un arco ojival. Siendo derribado a mediados del siglo XIX fue el último de los supervivientes de la Cerca Vieja.
- El Portillo de San Juan del Alcázar que miraba hacia oeste.
- La Puerta del Sol que se denominaba así por estar orientada al este. Esta puerta dio origen a la plazuela de San Isidro
- La Puerta de San Sebastián junto a la iglesia de su mismo nombre.

Ninguna de estas puertas existe en la actualidad.

### La Ciudad Nueva
El anillo de murallas de Salamanca en el siglo XII coincide más o menos con lo que hoy son los paseos del Rector Esperabé, Canalejas, Mirat, Carmelitas y San Vicente, y del que según autores la iglesia de San Marcos fue un cubo de la muralla.  La muralla de 1147 encierra un área con forma ovoide que toma como centro de la misma la Plaza de San Martín, en detrimento de la plaza de Azogue Viejo ubicada en las cercanías de la Catedral. Cuando en el año 1145 los Caballeros Hospitalarios del Santo Sepulcro de Jerusalén edifican en un monte de la ciudad la Iglesia románica de San Cristóbal con el objeto de emplearla como lugar de observación. 
Esta muralla de perímetro mayor poseía trece puertas en total: la de San Pablo, Puerta Nueva, las dos de Santo Tomás, Sancti-Spíritus, Puerta de Toro, Puerta de Zamora, Puerta de Villamayor, la de San Bernardos, Puerta Falsa (denominada también como Puerta de San Hilario o de San Clemente), la puerta de San Vicente de los Milagros, y las dos que posee en común con la Cerca Vieja de San Juan del Alcázar y la Puerta del Río. La invasión napoleónica dejó destruidas casi la totalidad de las puertas.

### Su destrucción
La ciudad salmantina durante el siglo XIX se describe por algunos autores como una ciudad encerrada en sus murallas ("Cerrada por fuertes murallas, alumbrada por débiles luces y farolas de petróleo"), luego es de suponer que aún existían en esa fecha. Los planos que se tienen de Salamanca en el siglo XIX son tres y todos ellos muestran partes de la muralla aún levantada.
Los lienzos son aprovechados para construir casas señoriales, como es el caso de la Casa Lis (Palacete de estilo modernista construido en el año 1905) y en otros se agrupan adyacentes unas modestas viviendas. Algunos de los restos de la muralla se han ido desplomando a fines del siglo XX, como es el caso del lienzo de muralla en la Puerta de San Pablo la noche del 4 de junio de 2000.

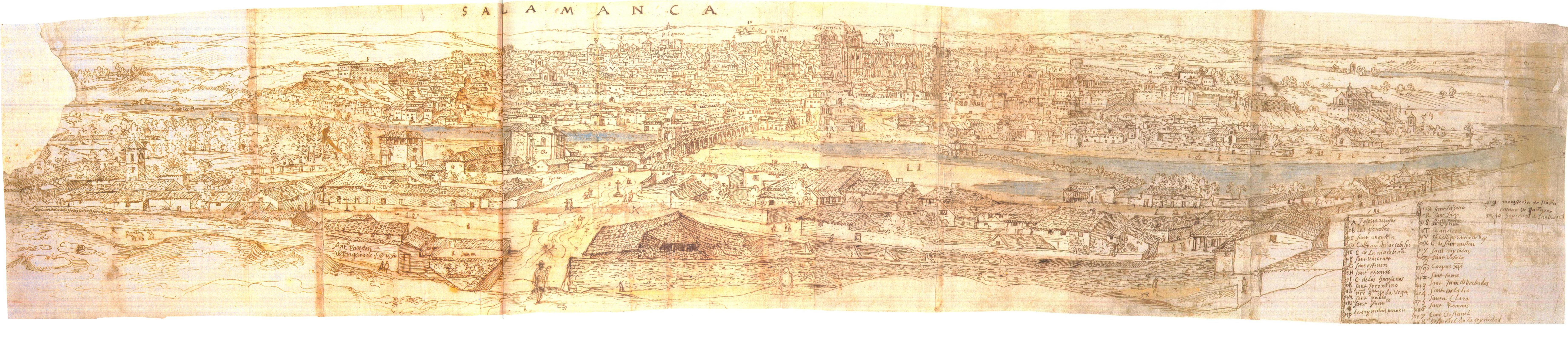
El viajero Anton Van den Wyngaerde retrata la ciudad en 1570, pudiéndose ver gran parte de la muralla.

### Rehabilitación
Tras el derribo de las casas adosadas a la muralla a comienzos del año 2012 el Ministerio de Hacienda y Administraciones Públicas, a través de su Dirección General de Patrimonio, emite un proyecto de rehabilitación de la muralla en el sector de la calle Rector Esperabé. La muralla se ha rehabilitado en el tramo del jardín de Calixto y Melibea (2001-2003) y el tramo de los jardines de la Merced (2008-2009).
El derribo de las casas se hizo con polémica, ya que éstas eran antiguas, estaban ya naturalizadas y no carecían de armonía.